# Nova
För andra betydelser, se Nova (olika betydelser).
En nova eller klassisk nova kallas en stjärna, vanligtvis en vit dvärg i nära kontakt med en röd jätte, som under en period ökar sin ljusstyrka kraftigt.
Orsakerna till det dramatiska förloppet hos en nova varierar beroende på omständigheterna hos de två ingående stjärnorna. Alla observerade novor involverar en vit dvärg i en tät dubbelstjärna. De viktigaste underklasserna av novor är klassisk nova, rekurrent nova (RNe) och dvärgnova. De anses alla vara kataklysmiska variabla stjärnor.
Novor förekommer oftast på himlen inom ramen för Vintergatan, särskilt nära det observerade galaktiska centrumet i stjärnbilden Skytten. De kan dock uppträda var som helst på himlen och förekommer mycket oftare än galaktiska supernovor eller i genomsnitt cirka tio per år. De flesta kräver teleskop för observation, kanske bara en till två varje år blir synliga för blotta ögat. Novor som når första eller andra magnituden uppträder endast några gånger per sekel. En sentida ljus nova var V1369 Centauri som nådde magnitud 3,3 den 14 december 2013.

## Utveckling
Utveckling av potentiella novor börjar med två stjärnor i huvudserien i en dubbelstjärna. En av de två utvecklas till en röd jätte och lämnar sin kvarvarande vita dvärgkärna i omlopp kring den andra stjärnan. När denna andra stjärna – som kan vara antingen en stjärna i huvudserien eller en åldrande jätte – fyllt sin Roche-lob börjar den överföra materia till den vita följeslagaren. Som ett resultat fångar den vita dvärgen ständigt materia från den större stjärnans yttre atmosfär i en ackretionsskiva, och i sin tur faller den uppsamlade materian in i dvärgens atmosfär. Eftersom den vita dvärgen består av degenererad materia, expanderar inte det tillförda vätet, utan temperaturen ökar. När temperaturen i det atmosfäriska skiktet når omkring 20 miljoner K startar en skenande termonukleär fusion, via CNO-cykeln. Temperaturen kan nu mycket snabbt öka till över 100 miljoner K och den vita dvärgens atmosfär kastas ut i rymden i en explosion, varvid stjärnans absoluta magnitud ökar till mellan -5 och -10.
Potentiellt kan en vit dvärg generera flera novor över tiden eftersom ytterligare väte fortsätter att tillföras dess yta från följeslagaren. Ett exempel är RS Ophiuchi, som är känt för att ha haft utbrott sex gånger (1898, 1933, 1958, 1967, 1985 och 2006). Så småningom kan den vita dvärgen explodera som en supernova av typ Ia om den närmar sig Chandrasekhargränsen.

### Heliumnovor
Heliumnova (genomför en heliumflash) är en föreslagen kategori av novor som saknar vätelinjer i sina spektrum. Detta kan orsakas vid explosionen hos ett heliumskal på en vit dvärg. Teorin framlades första gången 1989, och den första kandidaten till heliumnova som observerades var V445 Puppis år 2000. Sedan dess har fyra andra novor föreslagits som heliumnovor.

## Förekomst och astrofysisk betydelse
Astronomer uppskattar att Vintergatan berörs av ungefär 30 till 60 novor per år, men en ny undersökning har funnit att den troliga frekvensen ligger på ca 50 ± 27. Antalet novor som upptäcks i Vintergatan varje år är mycket lägre, eller ca 10, troligen på grund av att avlägsna novor är fördunklade av mellanliggande gas och stoft. Ungefär 25 novor ljusare än omkring tjugonde magnituden upptäckes i Andromedagalaxen varje år och ett mindre antal observeras i andra närliggande galaxer.
Spektroskopisk observation av novautkastade nebulosor har visat att de är berikade med ämnen som helium, kol, kväve, syre, neon och magnesium. Novors bidrag till det interstellära mediet är emellertid inte stort. De levererar bara 1/50 så mycket material till galaxen som supernovor och bara 1/200 av det som röda jättar och superjättestjärnor bidrar med. Vid novan bildas också det radioaktiva ämnet beryllium-7, som med en halveringstid på 53 dagar sönderfaller till litium-7. Mer än hälften av det litium som idag finns i universum (och på jorden) antas ha bildats på detta viset.
Återkommande novor som RS Ophiuchi (de med period i storleksordningen decennier) är sällsynta. Astronomer anser emellertid att de flesta, om inte alla, novor är återkommande, om än i tidsskala som sträcker sig från 1 000 till 100 000 år. Återkomstintervall för en nova är mindre beroende av ansamlingshastigheten hos den vita dvärgen än av dess massa. Med dess kraftiga gravitation kräver massiva vita dvärgar mindre uppsamlad materia att fusionera än de med lägre massor. Följaktligen är intervallet kortare för vita dvärgar med stor massa.

### Undertyper
Novor klassificeras enligt ljuskurvans utvecklingshastighet, så att:
- NA: snabb nova, med en snabb magnitudökning följt av en magnitudnedgång med 3 enheter - till ca 1/16 ljusstyrka - inom 100 dygn.[15]
- NB: långsam nova, med en magnitudnedgång av 3 enheter på 150 dygn eller mer.
- NC: mycket långsam nova, även känd som symbiotisk nova, håller maximal ljusstyrka i ett decennium eller mer och bleknar sedan mycket långsamt.
- NR/RN: rekurrenta novor, nova med två eller flera utbrott separerade med 10-80 år.[2]

### Rekurrenta novor
Rekurrenta novor ( RNe) är objekt som får flera novautbrott. Det finns tio kända galaktiska rekurrenta novor (2019). En rekurrent nova ökar typiskt med magnitud ca 8,6, medan en klassisk nova ökar med mer än magnitud 12. De tio kända rekurrenta novorna är listade nedan.
| Fullständigt namn      | Upptäckare           | Magnitude område | Dygn för nedgång 3 magnituder från topp | Kända utbrottsår                               | Period (år) |
| ---------------------- | -------------------- | ---------------- | --------------------------------------- | ---------------------------------------------- | ----------- |
| CI Aquilae             | K. Reinmuth          | 8,6–16,3         | 40                                      | 2000, 1941, 1917                               | 24–59       |
| V394 Coronae Australis | L. E. Erro           | 7,2–19,7         | 6                                       | 1987, 1949                                     | 38          |
| T Coronae Borealis     | J. Birmingham        | 2,5–10,8         | 6                                       | 1946, 1866                                     | 80          |
| IM Normae              | I. E. Woods          | 8,5–18,5         | 70                                      | 2002, 1920                                     | ≤82         |
| RS Ophiuchi            | W. Fleming           | 4,8–11           | 14                                      | 2006, 1985, 1967, 1958, 1933, 1898             | 9–35        |
| V2487 Ophiuchi         | K. Takamizawa (1998) | 9,5–17,5         | 9                                       | 1998, 1900                                     | 98          |
| T Pyxidis              | H. Leavitt           | 6,4–15,5         | 62                                      | 2011, 1967, 1944, 1920, 1902, 1890             | 12–44       |
| V3890 Sagittarii       | H. Dinerstein        | 8,1–18,4         | 14                                      | 1990, 1962                                     | 28          |
| U Scorpii              | N. R. Pogson         | 7,5–17,6         | 2,6                                     | 2010, 1999, 1987, 1979, 1936, 1917, 1906, 1863 | 8–43        |
| V745 Scorpii           | L. Plaut             | 9,4–19,3         | 7                                       | 2014, 1989, 1937                               | 25–52       |